# 北京地铁首都机场线

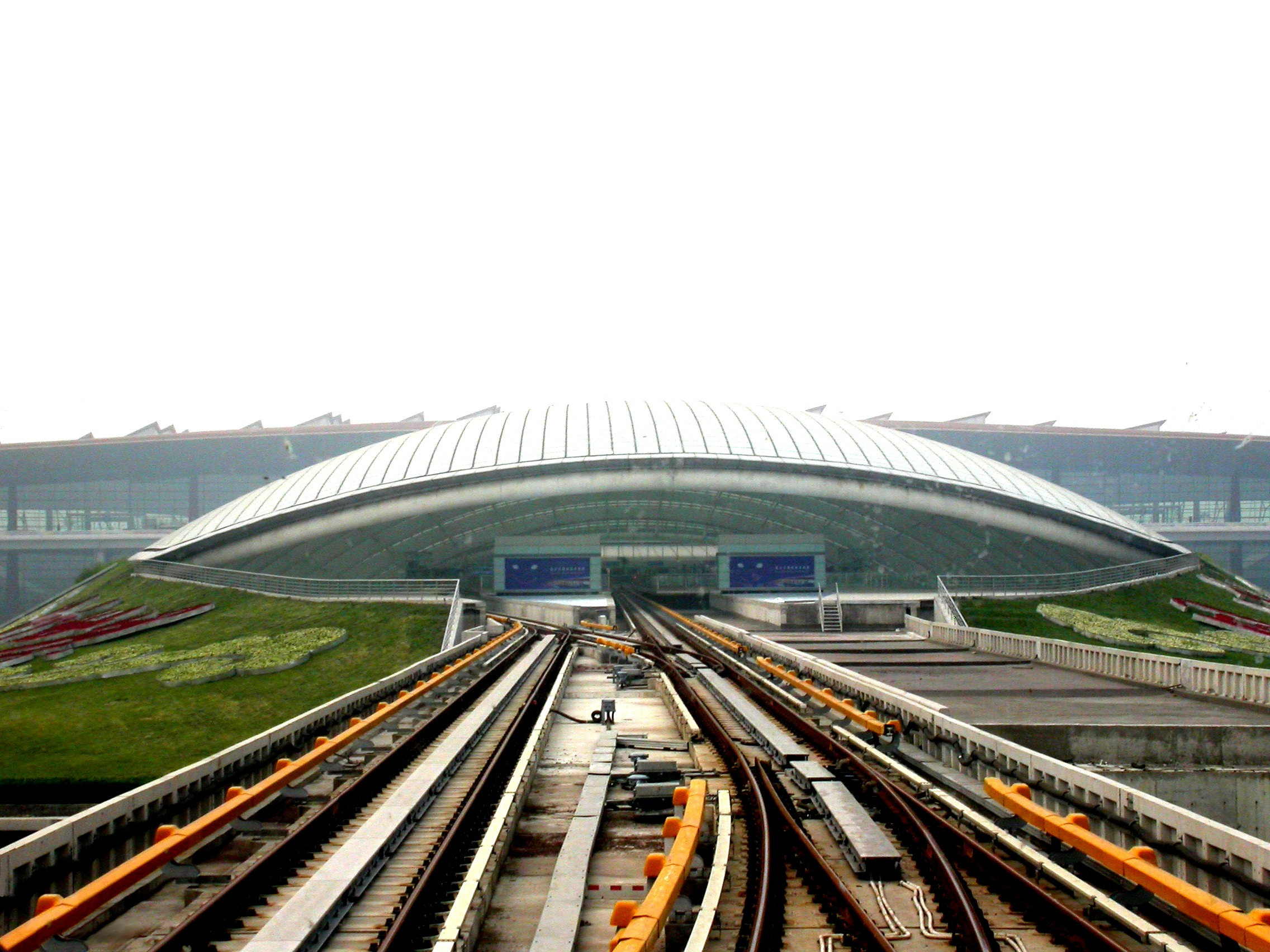
3号航站楼站外观

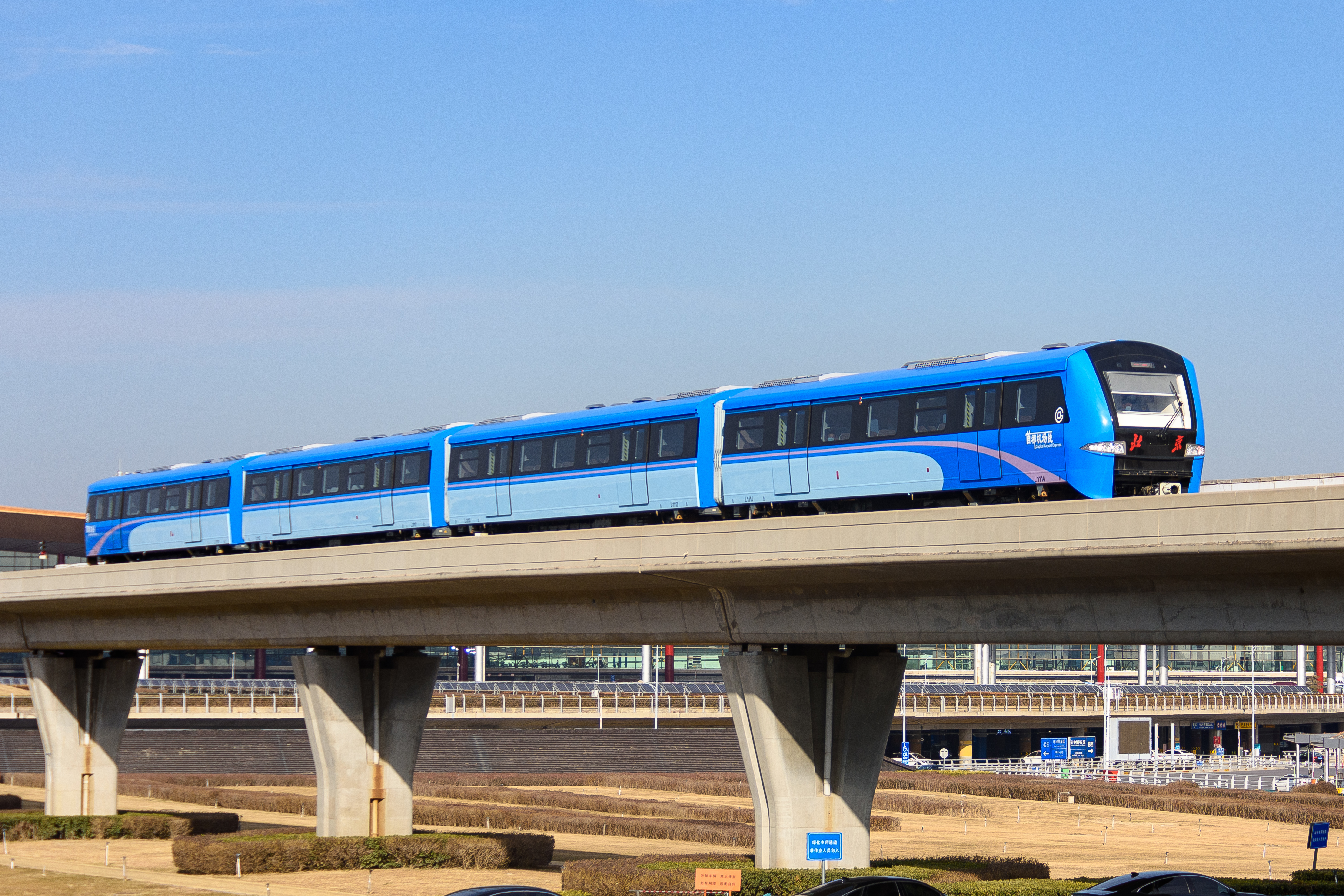
首都机场线CCD3004型列车

北京地铁首都机场线，曾用名北京地铁机场线，又称机场快轨或ABC机场快轨（为英文的缩写），连接中国北京市东城区北新桥站至顺义区北京首都国际机场3号航站楼站，是北京地铁的一条连接市区和机场的轨道交通线路，全长30公里，经过北京市东城区、朝阳区、顺义区三个行政区，沿途共设置5座车站，其中市区一端设置三座车站，与市区地铁线路换乘；机场一端设置两座，分别服务于不同的航站楼。首都机场线为2008年北京奥运的交通配套工程之一，于2008年7月19日开通。标识色为 Pantone 666C 。

## 线路

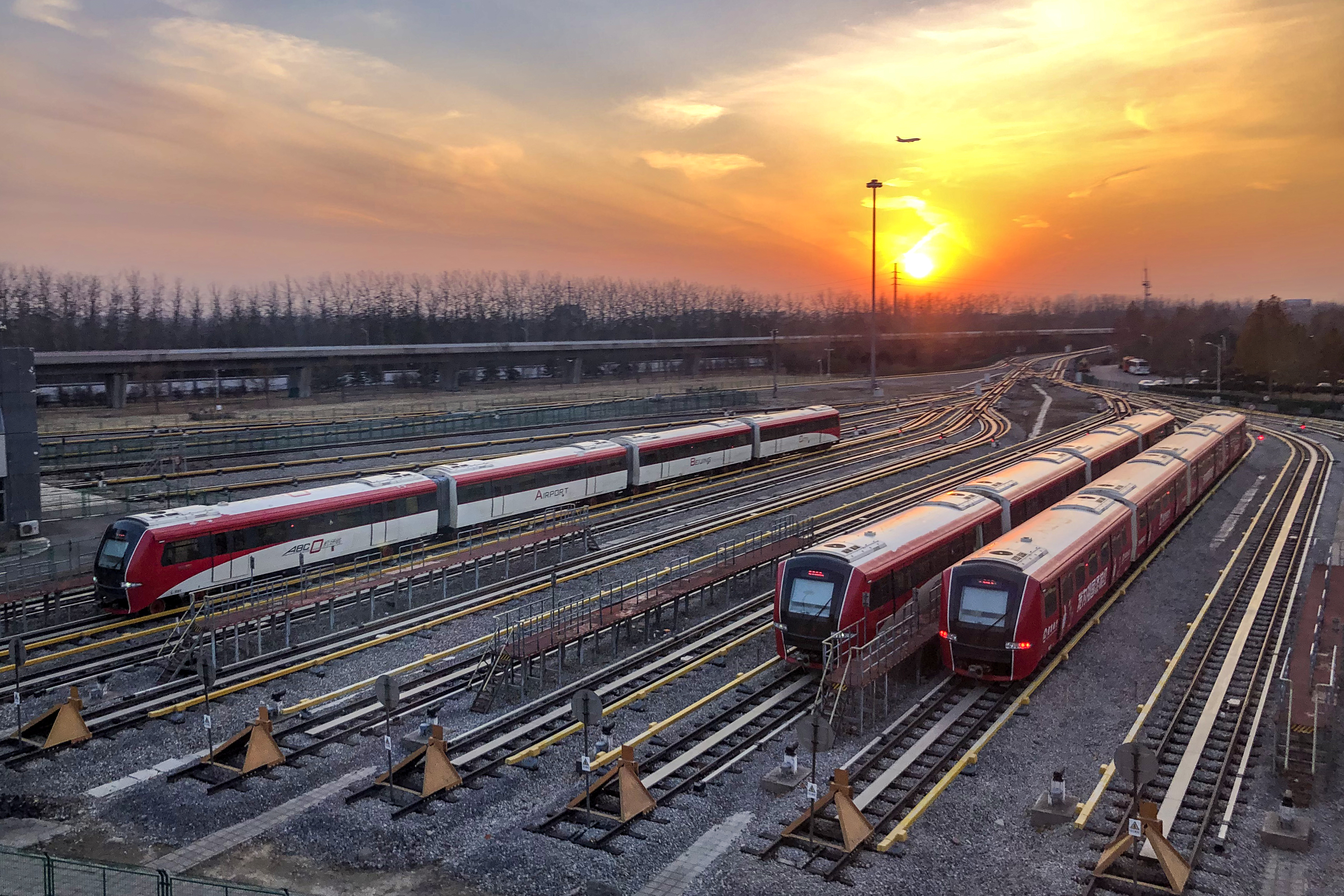
天竺车辆段

首都机场线整体呈西南－东北走向，全长30千米，其中地下线10.78千米，地面线3.19千米，高架线15.75千米。
线路起自二环内、北新桥路口下方的北新桥站并与5号线换乘，随后沿交道口东大街向东开至二环路上，东直门外大街以北的东直门交通枢纽，在枢纽地下设置东直门站，与2号线、13号线换乘；之后沿东直门外斜街、京顺路下穿三元桥出三环，在三环外设置三元桥站与10号线、12号线换乘。随后在京顺路与机场高速公路中间的绿化带（机场高速西北侧、京顺路东南侧）出地面改为高架并跨过四元桥出四环；又逐渐落地下穿五元桥出五环，再出地面以地面线与高速公路并行；至北皋桥再入地下穿机场高速至机场高速东南侧。
线路至温榆桥与机场高速分离，沿李天路北侧向东并分为两条线路，一条向东北，高架进入3号航站楼综合交通枢纽二层，设置3号航站楼站；另一条向北入地，下穿滑行区和停机坪至2号航站楼前，设置2号航站楼站，服务于1、2号航站楼。同时设置线路连接机场的两座车站，形成三角线，列车运行方向为：北新桥-东直门-三元桥-3号航站楼-2号航站楼-三元桥-东直门-北新桥。两条岔路之间则是天竺车辆段。
由于中途不设站导致居住在附近的居民无法乘坐，一些人大代表要求在中间增加车站，而规划委也在考察增设望京南站与14号线换乘以及实行分段计价的可能性。

## 车站
| 一期                                                  | 3号航站楼 | 18322 | 20号线（R4线）              | 顺义区 | 2008年7月19日  | 高架港湾式月台 西班牙式月台布局 | 右侧                                           |
| 一期                                                  | 2号航站楼 | 7243  | 不適用                      | 朝阳区 | 2008年7月19日  | 地下单线单侧站台                | 右侧（自3号航站楼站开来） 左侧（开往三元桥站） |
| 一期                                                  | 望京南    |       | 14号线                      | 朝阳区 | 規劃中         | 高架侧式站台                    | 右侧                                           |
| 一期                                                  | 三元桥    | 20738 | 10号线 12号线               | 朝阳区 | 2008年7月19日  | 地下岛式站台                    | 左侧                                           |
| 一期                                                  | 东直门    | 3022  | 2号线 13号线（未来为13A线） | 东城区 | 2008年7月19日  | 地下侧式站台                    | 右侧                                           |
| 西延                                                  | 北新桥    | 1622  | 5号线                       | 东城区 | 2021年12月31日 | 地下侧式站台                    | 右侧                                           |
| ↓单向环路运行，经停北新桥站-三元桥站，开往3号航站楼站 |           |       |                             |        |                |                                 |                                                |
| 注：斜体标识的换乘尚未开通。                          |           |       |                             |        |                |                                 |                                                |

## 历史

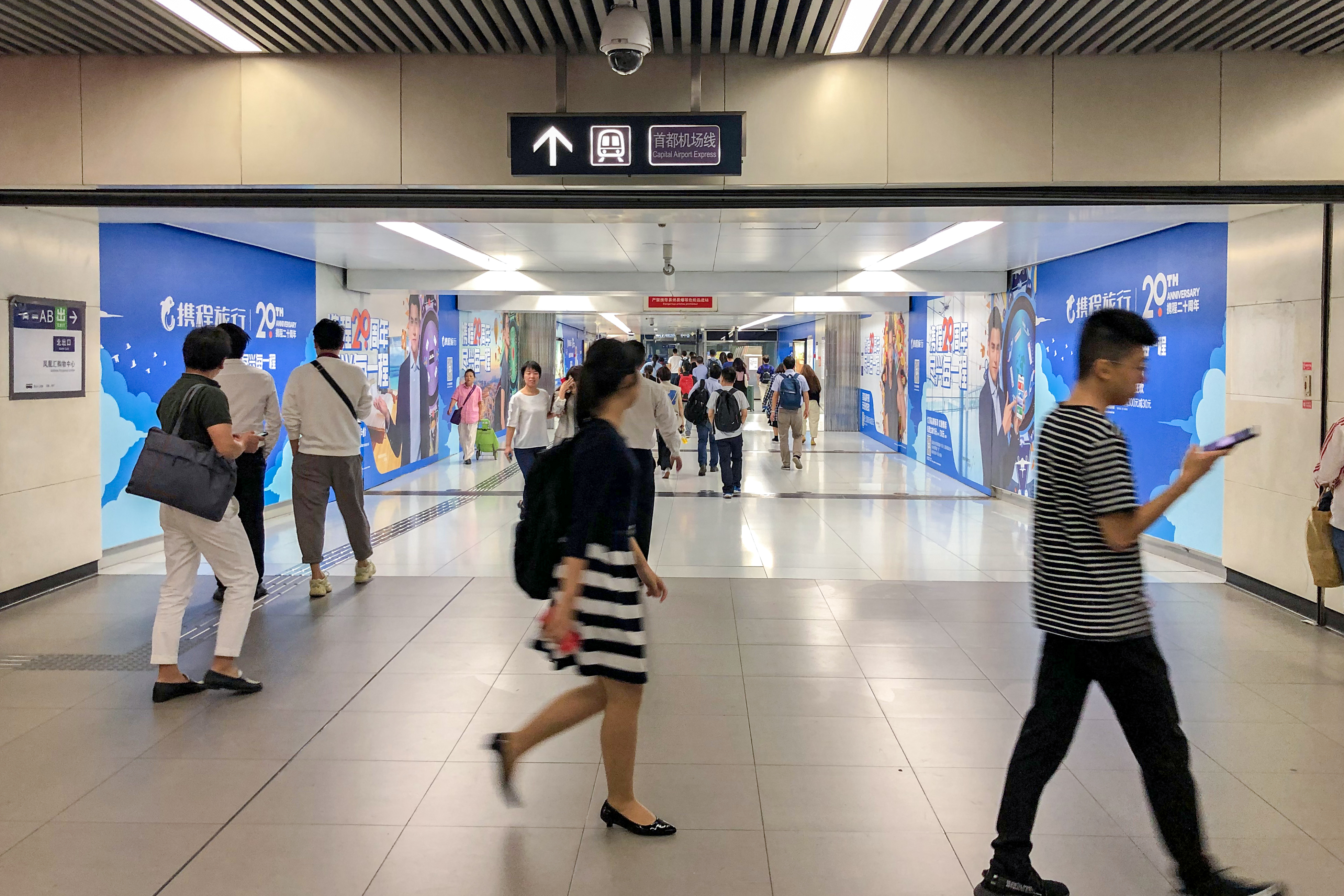
三元桥站换乘通道上方的指示标于2019年9月改为“首都机场线”

机场线最初的设想包括从13号线引支线（为此在望京西站13号线站台预留了双岛式站台）、修建高速磁悬浮铁路（如同上海磁悬浮一般）、低速磁悬浮铁路、普通轮轨、直线电机轮轨等多种模式，而最后经过各方面权衡决定修建直线电机系统。而最初站点设置的规划则是从东直门一站直达首都机场，以确保尽快从市区到达机场；但是为了方便乘客转乘地铁，增加了三元桥站与10号线换乘。
2005年6月14日，机场线东直门站开工，这是全线首个开工的地点。2006年3月，业主单位与北车集团长春轨道客车股份有限公司签署了直线电机列车的订单，其中直线电机技术由庞巴迪提供。2007年3月，机场线开始铺轨，同年11月轨通。2008年4月，机场线开始空载试运行；同年7月19日开通运营。机场线的开通兑现了北京申办2008年奥运会时关于从机场乘地铁到奥林匹克公园的承诺。

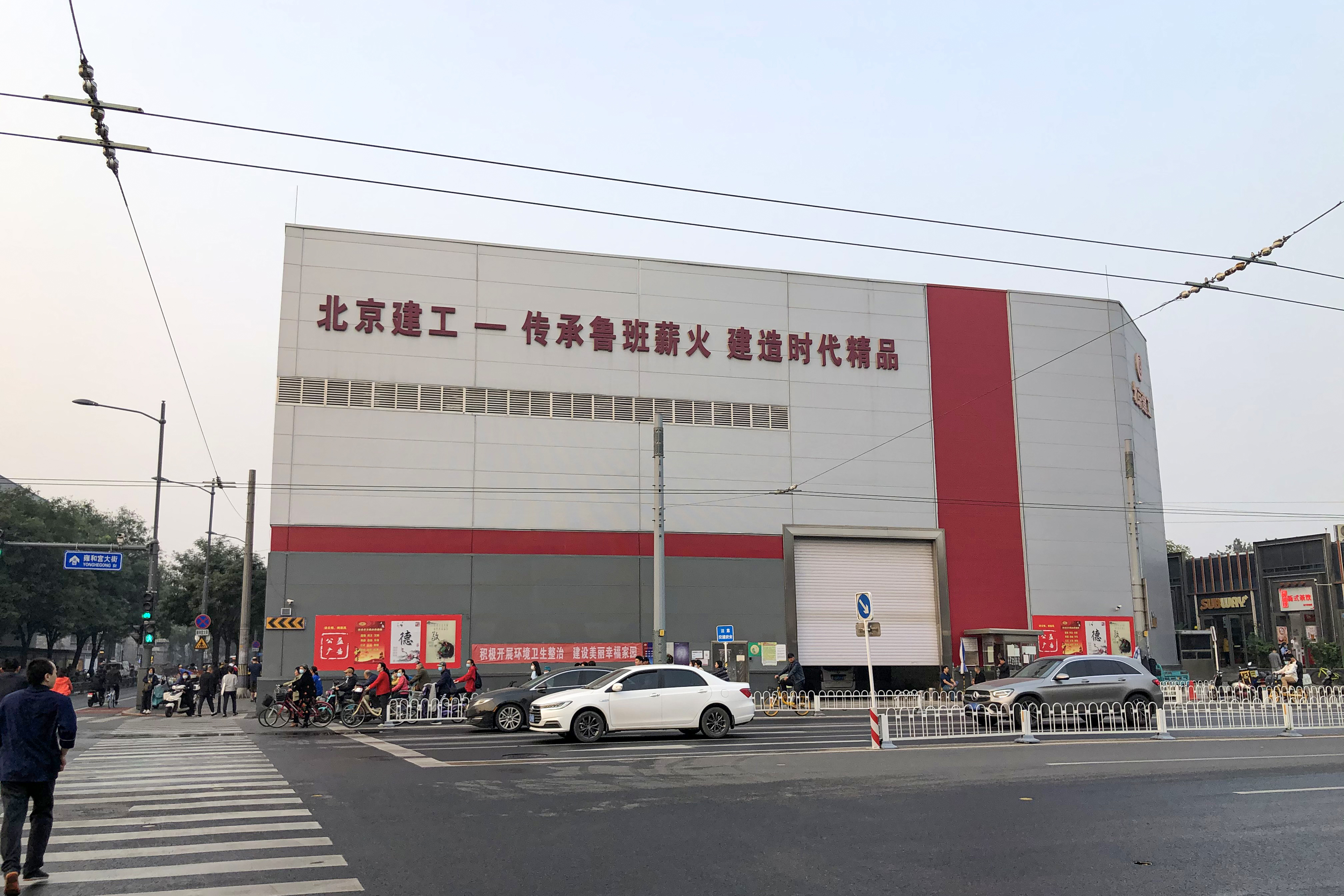
建设中的首都机场线北新桥站

2015年年底，首都机场线西延段工程开工建设，本线市区一端由东直门站延伸一站至北新桥站，以缩短列车折返时间，并实现与北京地铁5号线换乘。西延线路全长1.822公里，全部为地下线。
2017年5月31日，北京京城地铁有限公司正式收购机场线经营收益权，为期30年，成为机场线的运营商；2018年7月，机场线开通十周年时，京城地铁正式接管机场线运营。
2019年9月24日，伴随着与北京大兴国际机场配套的大兴机场线的开通运营，本线路自机场线更名为首都机场线，以作区分。
2021年6月4日，东直门至北新桥站区间左线隧道贯通。为开展既有区段和新建区段信号系统贯通调试升级，首都机场线于2021年9月22日、9月23日、10月12日、10月13日、10月19日提前收车，东直门站末班车提前至20:10，2号航站楼站末班车提前至20:45。
2021年12月31日，首都机场线西延段（东直门-北新桥站）开通试运营，本线路市区一端始发站及终点站正式改为北新桥站。

## 制式和车辆
机场线使用的QKZ5型电动车组由北车长客和庞巴迪联合制造，原型车是纽约肯尼迪国际机场快线的车辆。列车采用750V第三轨供电，最高速度110km/h，4节固定编组，全部为动车，共设230个座席。为了增加座椅数量，列车的座位採用接近近郊型的款式，而非常用的通勤型座椅。同时，本线采用了阿尔斯通公司的CBTC（基于通信的列车自动控制）系统，可以实现有人看管的无人驾驶，设计最小间隔为4分钟。

## 运行
线路的运行模式是，从北新桥站出发后，先后到达东直门站及三元桥站，之后向东到达3号航站楼站；在3号航站楼反向出站，前往2号航站楼；在2号航站楼再倒车出站，返回三元桥、东直门及北新桥三座车站。由于这个顺序，一些旅客以为设有1号航站楼站，导致未能及时下车而返回市区方向。
目前，线路早班车05:56从北新桥站开出，06:36从3号航站楼开出；末班车22:26从北新桥开出，23:10从3号航站楼开出。从东直门到3号航站楼大约需25分钟，到2号航站楼则需约30分钟。从三元桥到3号航站楼大约需20分钟，到2号航站楼则需约25分钟。高峰期最小间隔为8分30秒，平时间隔为10分钟。

## 票价
线路票价25元。换乘北京地铁其他线路需要另行购票。
机场线开通前，政府专门组织了对于机场线票价的听证会，在对25元和30元的两个方案进行对比之后，市政府决定采用25元的方案，但是参与听证的代表中有4位认为票价过高，有记者调查发现多數人认为票价过高。
2021年12月1日，首都机场线在亿通行APP推出电子计次票，分为200元10次票、300元20次票、375元30次票和500元50次票四个档位，有效期为购票当月，乘客可通过乘车码或Pay秒通卡+刷脸的方式使用这一票种。

## 未来发展
线路在机场一端有计划从分叉处再增加一条支线前往顺义新城，作为15号线的补充，乃至继续延长至北京市东北部其他三个区：怀柔、密云、平谷。
2022年7月，北京市公开启动了本线路增设望京南站的工程招标。该工程已列入2024年北京市重点工程计划之中，工程初步设计相关招标计划于2024年6月发布，环境影响评价报告表于2024年11月14日公示。

## 相关链接
- 北京地铁（页面存档备份，存于）